# Hoploscopa kinabaluensis
Hoploscopa kinabaluensis is een vlinder uit de familie van de grasmotten (Crambidae), uit de onderfamilie van de Hoploscopinae. De wetenschappelijke naam van deze soort is voor het eerst gepubliceerd in 2020 door Théo Léger en Matthias Nuss.
De voorvleugellengte varieert van 9 tot 10 millimeter.
De soort komt voor op de hellingen van Gunung Kinabalu en Mount Monkobo op het eiland Borneo (Maleisië) tussen 975 en 1850 meter boven zeeniveau.